# (4939) Scovil
(4939) Scovil est un astéroïde de la ceinture principale.

## Description
(4939) Scovil est un astéroïde de la ceinture principale. Il fut découvert le 27 août 1986 à La Silla par Henri Debehogne. Il présente une orbite caractérisée par un demi-grand axe de 2,53 UA, une excentricité de 0,15 et une inclinaison de 5,4° par rapport à l'écliptique.

## Compléments